# 伊利沙伯街 (雪梨)
伊利沙伯街是澳洲新南威爾斯州雪梨商業中心區的一條主要街道。街道在商業中心區以南繼續延伸，穿過沙厘山、紅坊及華打魯等市區，南迄泄蘭。該街道位於雪梨市地方政府行政區內。

## 概述
伊利沙伯街從痕打街向南延伸，經過及，延伸至大火車亭處的商業中心區邊界。街道繼續向南延伸，長約8.6（5.3英里），穿過住宅區及商業區。介乎咽地路與列墳街（Redfern Street）之間的路段僅承載南行交通，北向交通則由初路麻士街承載。伊利沙伯街的車速限制為40每小時（25英里每小時）至50每小時（31英里每小時）。
該街道初名為Mulgrave Street，後於1810年由紐修威省總督麥覺理以其妻Elizabeth Henrietta Campbell命名。

## 圖集

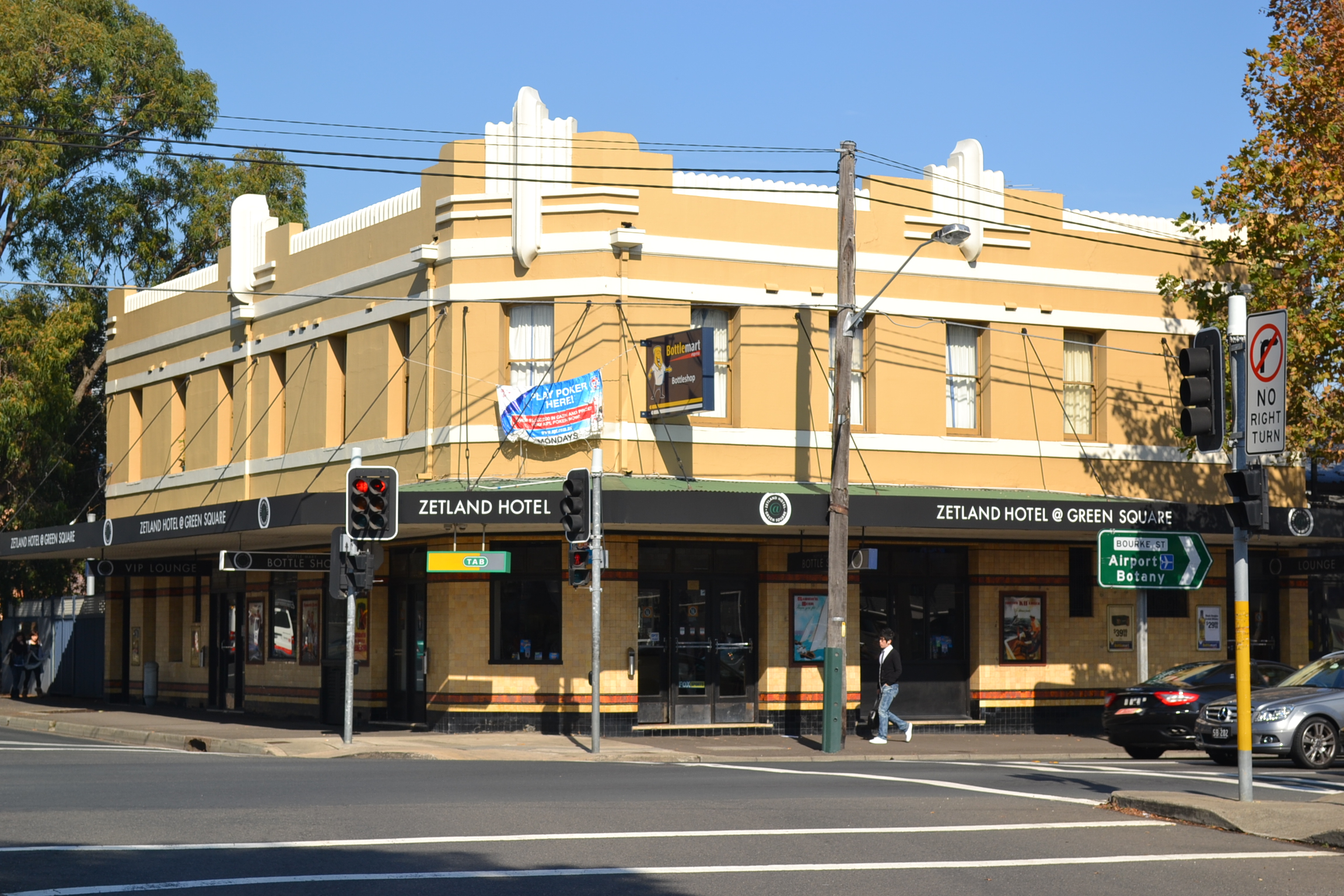
泄蘭酒店
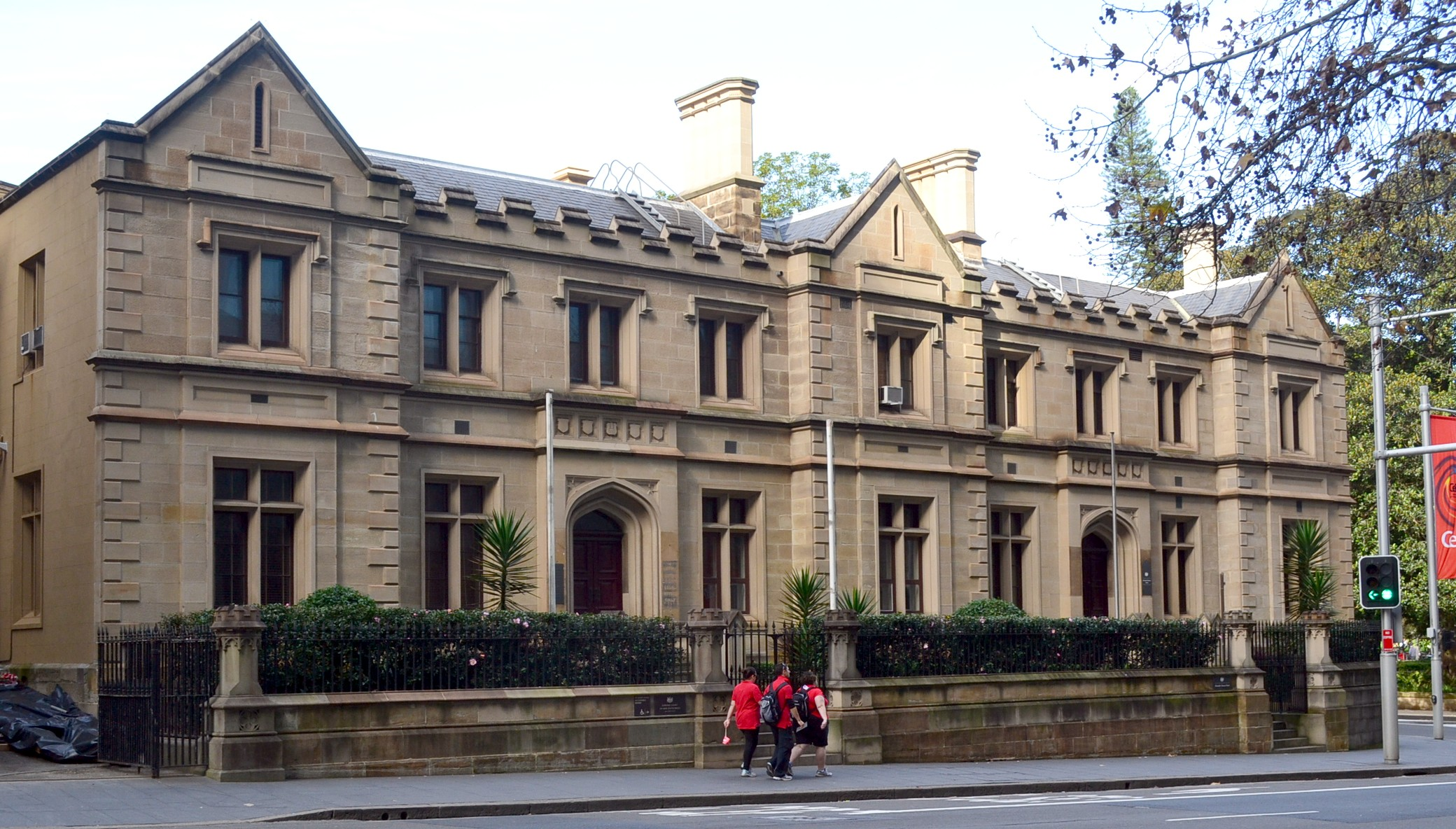
登記處舊址
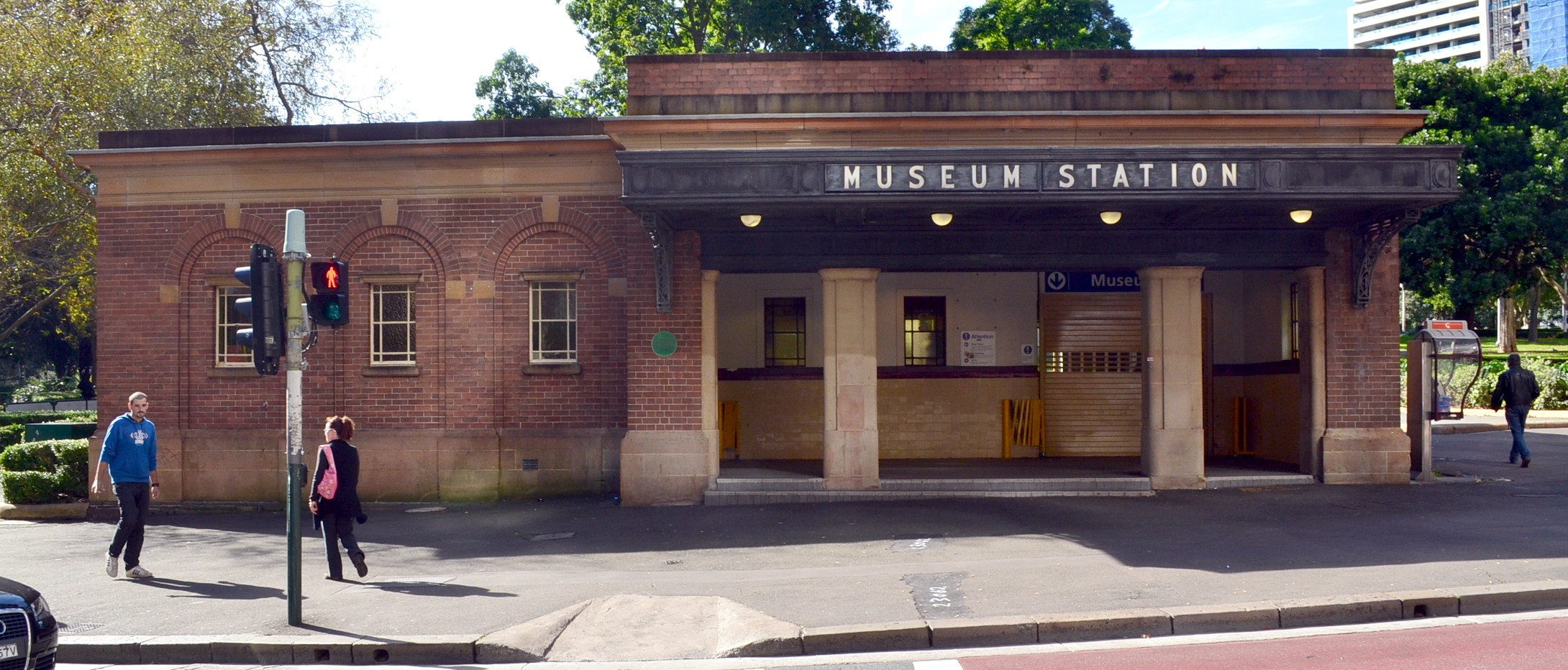
博物館站
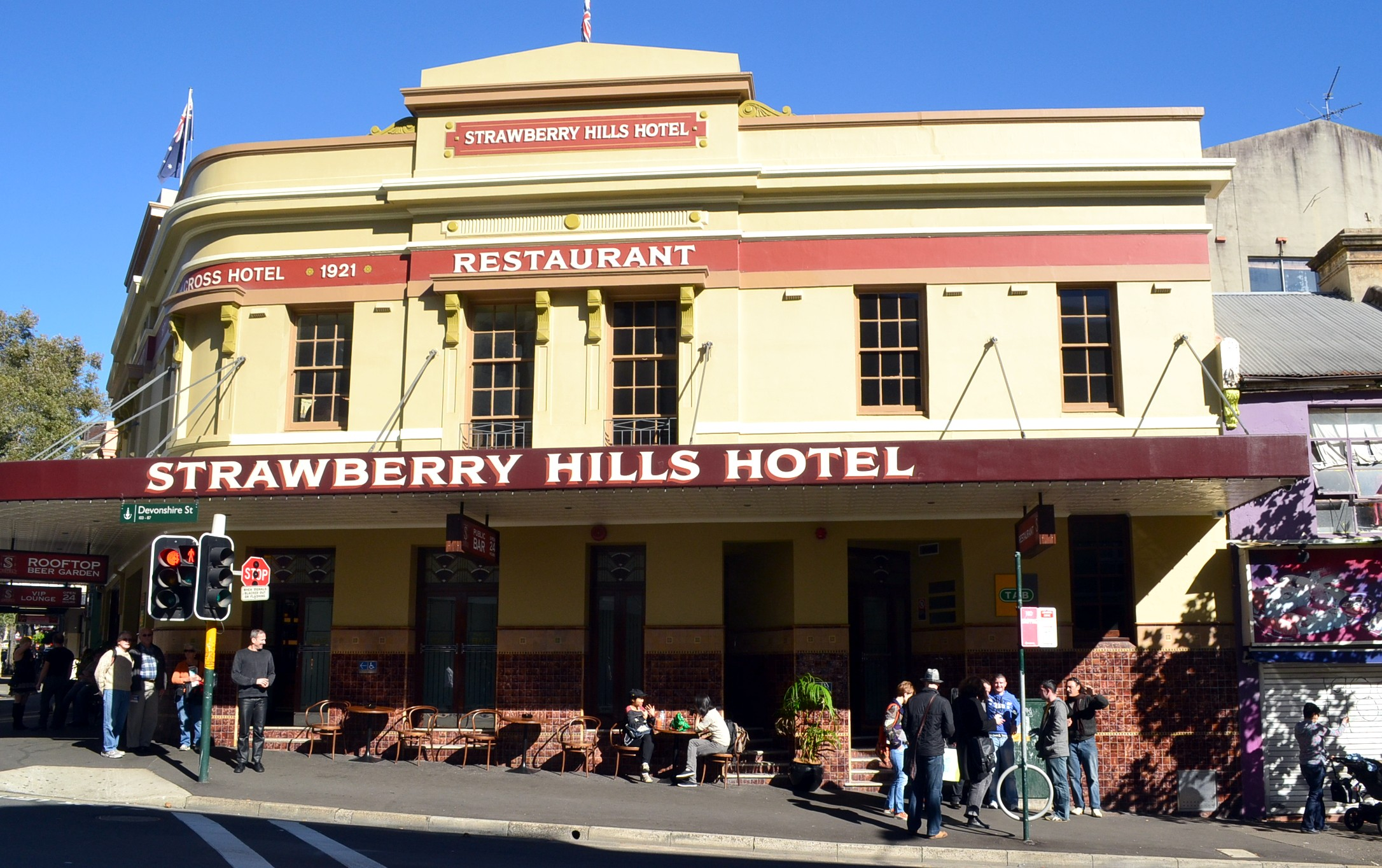
士多啤梨山酒店
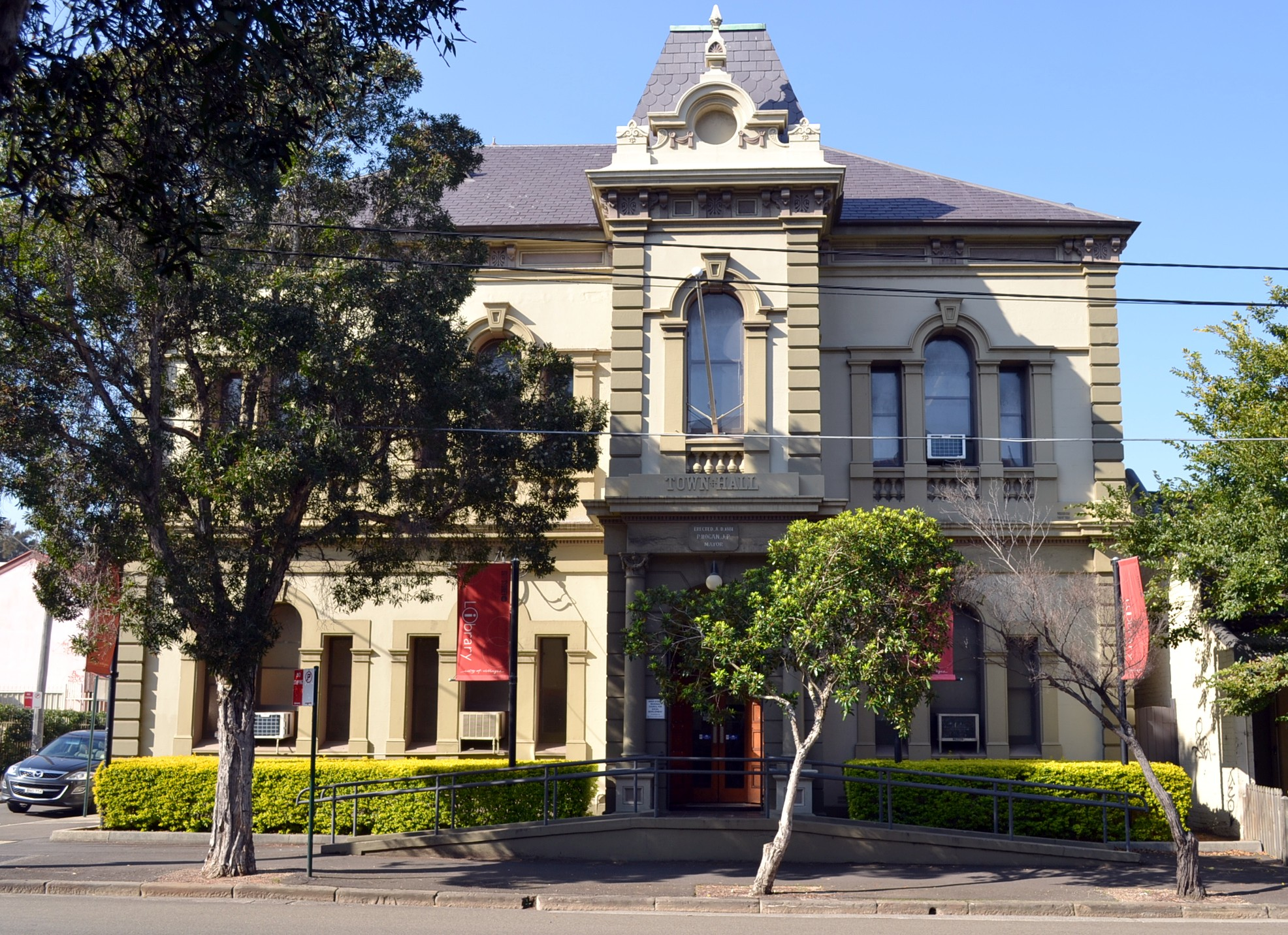
華打魯大會堂（英语：Waterloo Town Hall, Sydney）舊址，建於1881年
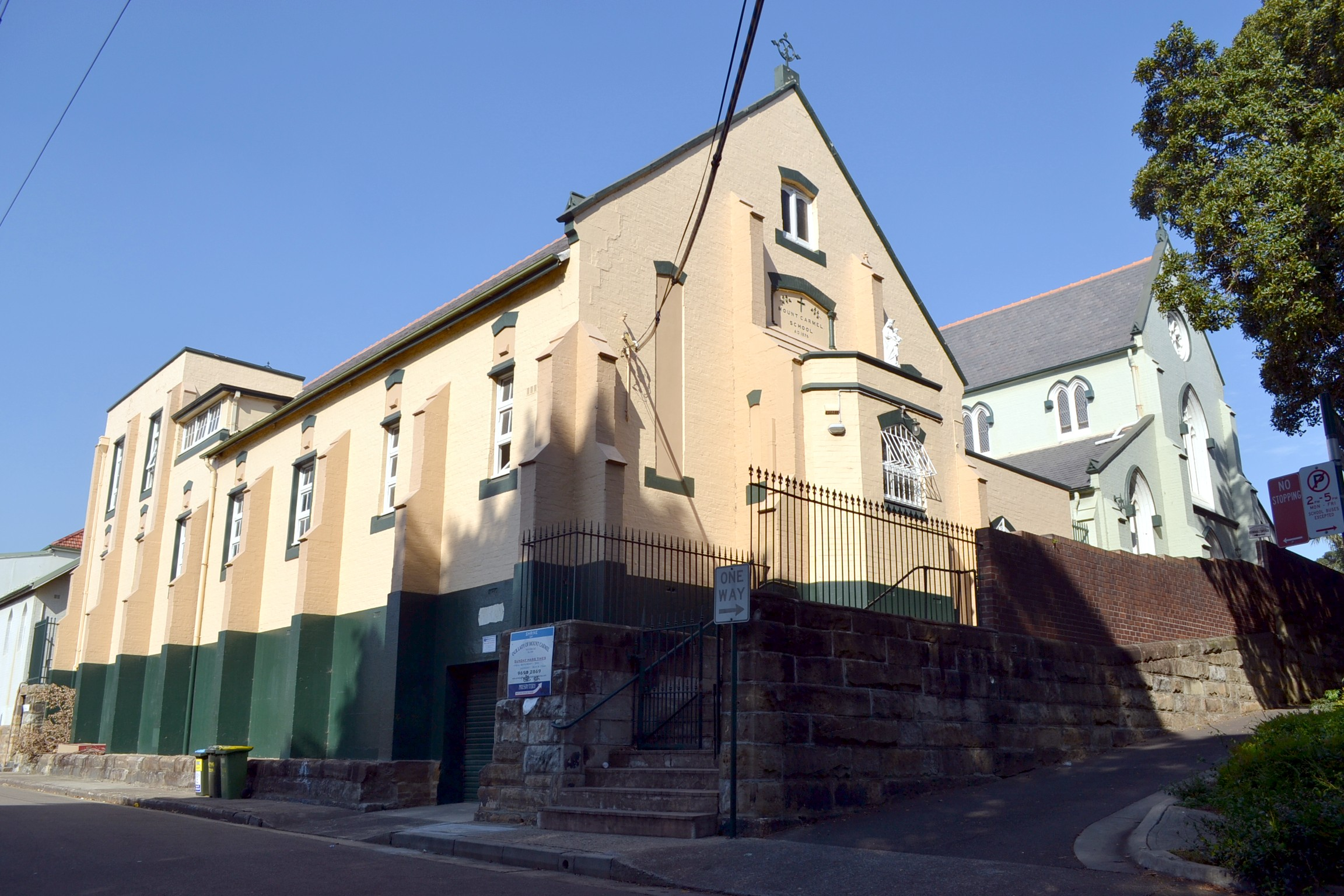
迦密山教堂及學校
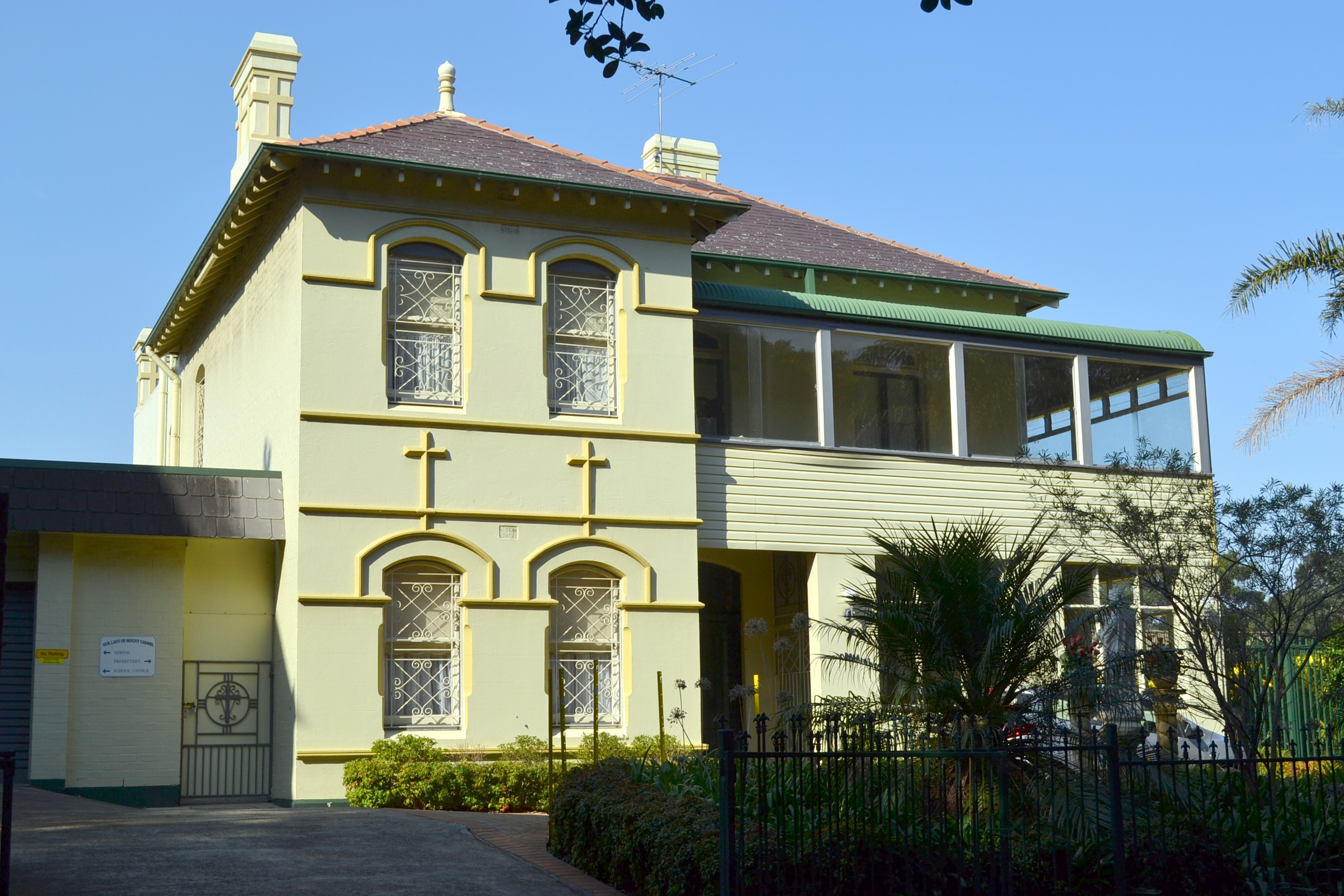
迦密山教堂區會
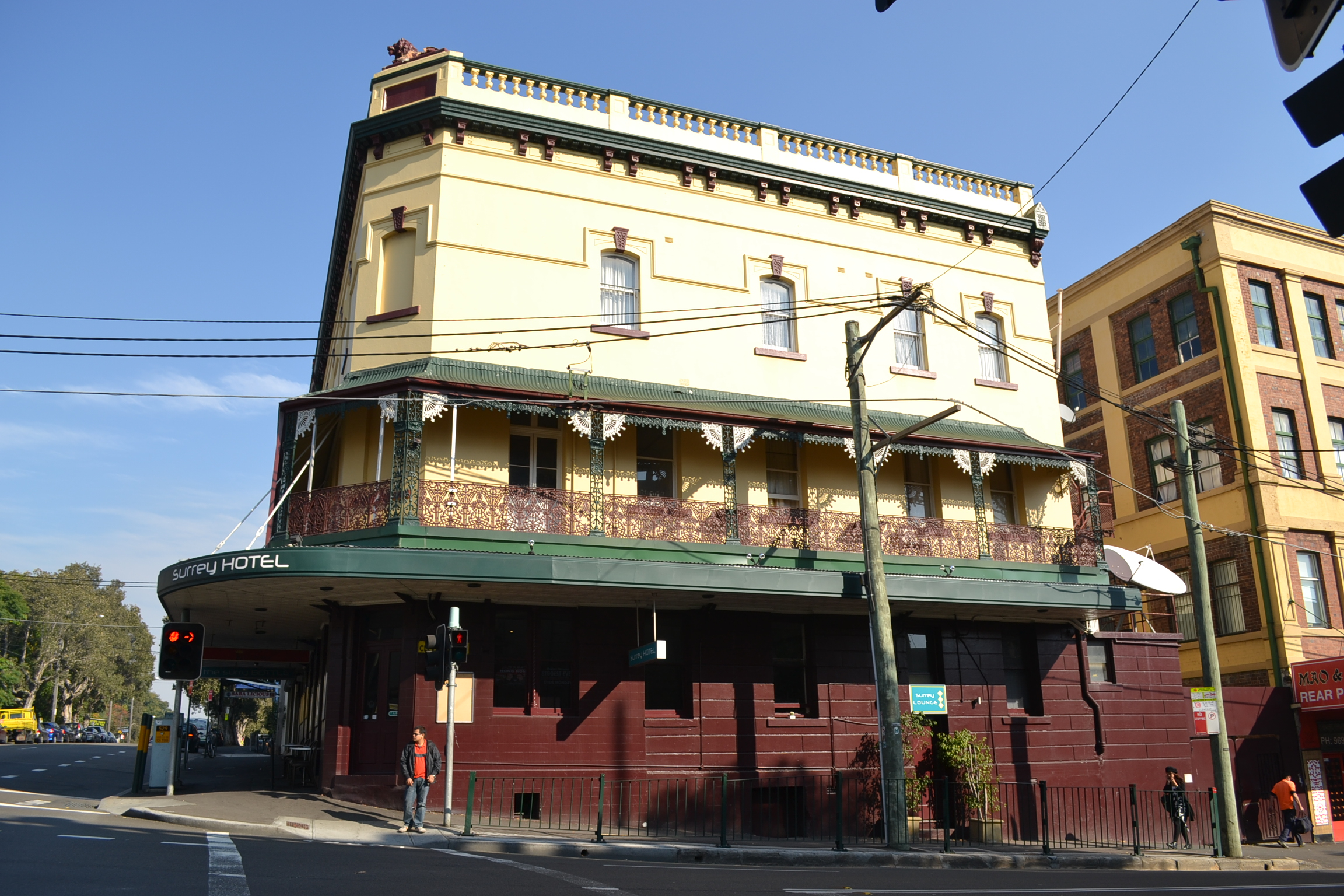
素里酒店
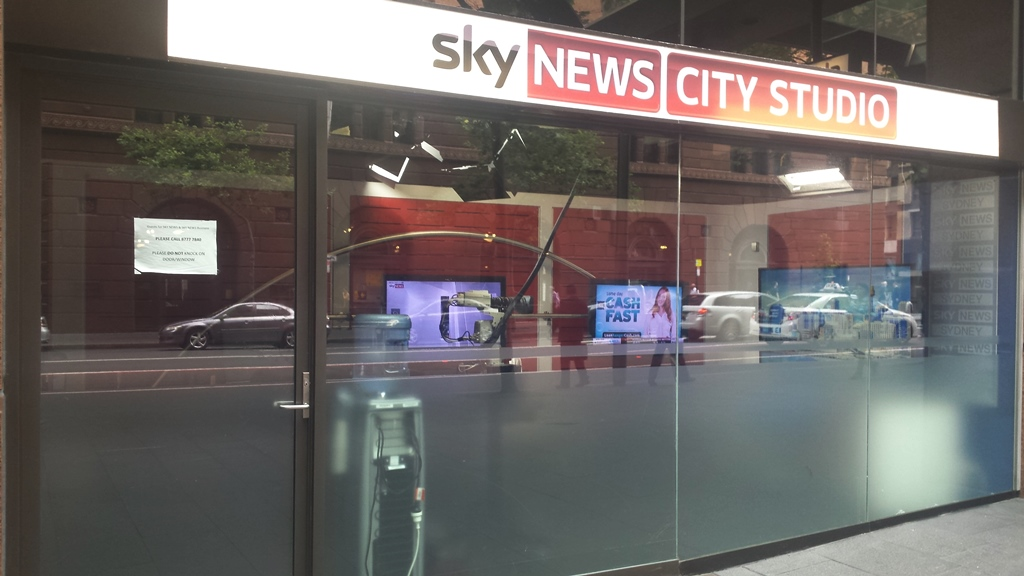
澳洲天空新聞商業中心區錄播室